# Тунгнафетлсйокутль
64°44′ пн. ш. 17°55′ зх. д. / 64.73° пн. ш. 17.92° зх. д.

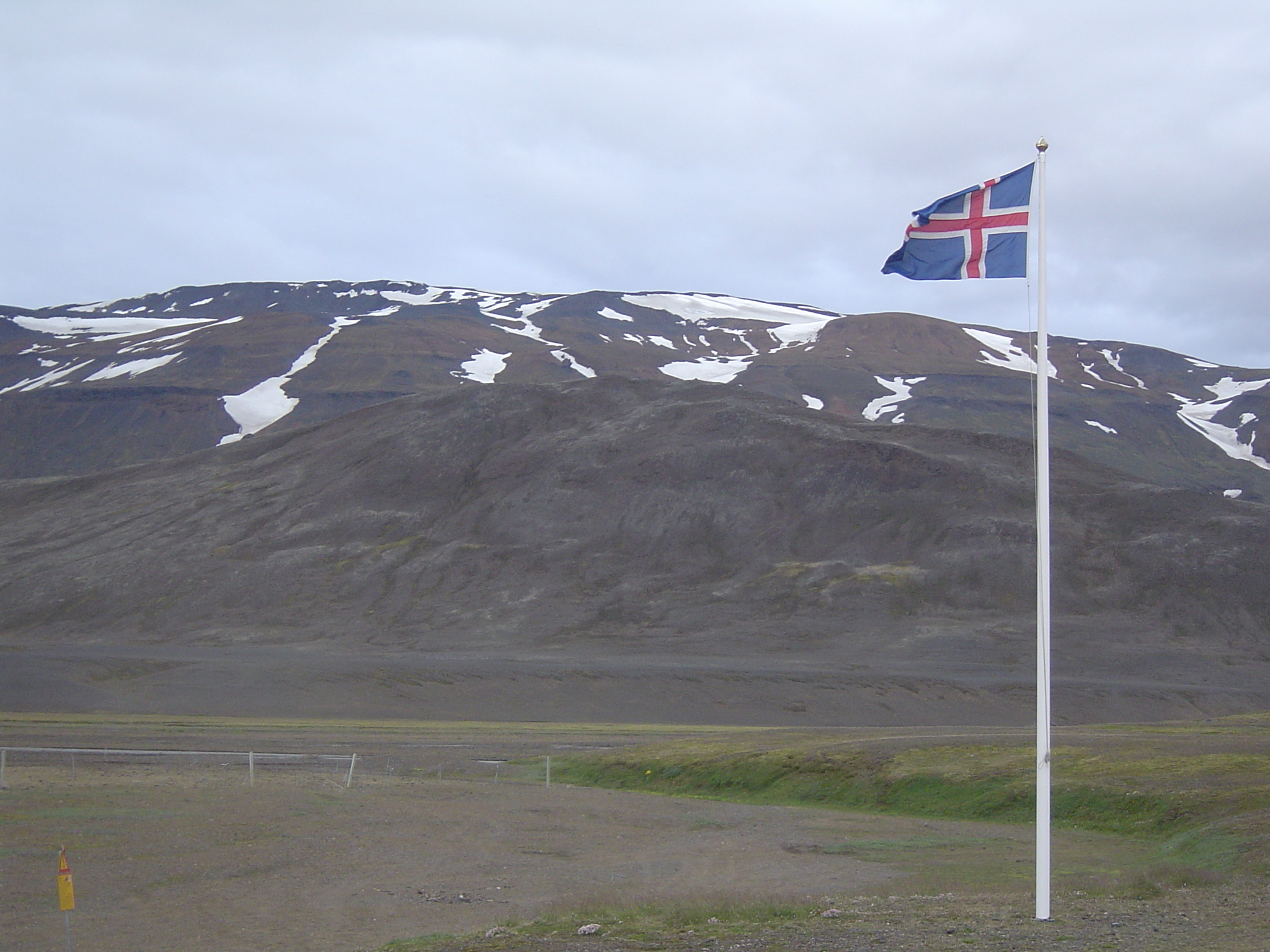
Тунґнафетлсйокутль та ісландський прапор

Тунгнафетлсйокутль ([Tʰuŋnaˌfɛlsˌjœːkʏtl̥, tʰunna- ]) — льодовик і вулкан в Ісландії. Він має висоту 1535 м. і розташований на північний захід від льодовика Ватнайокутль.

## Зовнішні посилання
- Тунґнафетлсйокутль у Каталозі ісландських вулканів